# Máleme
Máleme (em grego: Μάλεμε) é uma aldeia e aeroporto militar situado pouca distância a oeste de Plataniás e 16 km a oeste de Chania, na costa noroeste de Creta, Grécia. Administrativamente faz parte da unidade municipal de Plataniás e da unidade regional de Chania.
É também uma estância turística importante, onde há numerosos hotéis, apartamentos de férias junto à praia, restaurantes, bares e cafés. É conhecida pelas suas praias de seixos de águas límpidas, as vistas para o ilhéu de Agio Thodorou e para Colimbári, o cemitério militar alemão, um túmulo minoico e as oficinas de cerâmica artesanal.

## História
Para além do túmulo tolo minoico descoberto perto da aldeia, Máleme foi o local de desembarque das tropas paraquedistas alemãs que invadiram Creta durante a Segunda Guerra Mundial, dando início à batalha de Creta (20 de maio de 1941 – 1 de junho de 1941). Os paraquedistas capturaram a pista de aviação situada à saída da aldeia, o que permitiu aos alemães levarem  reforços para a ilha por via aérea, o que possibilitou a conquista do resto da ilha. Muitos dos paraquedistas perderam a vida no ataque e estão enterrados no cemitério de guerra alemão, situado numa encosta por cima de Máleme. Há também um monumento em memoria dos militares dos 30º e 33º esquadrões da Força Aérea Real britânica que morreram durante os combates, situado atrás de uma sebe da estrada entre Máleme e Tavronitis.
O aeródromo militar de Máleme foi construído em 1941 pelos britânicos. Depois da guerra serviu como o principal aeroporto público de Chania até 1959, quando foi convertido numa base aérea da Força Aérea Grega. A base aérea tem muito pouco uso atualmente (2014) e as instalações são usadas pelo Aeroclube de Chania.